# Google Ads
Google Ads, anciennement Google AdWords, est la régie publicitaire de Google. Créée le 23 octobre 2000 aux États-Unis, ce service permet à des annonceurs d'acheter des annonces ou bannières publicitaires, qui seront affichées soit sur des logiciels de la galaxie Google, tels que Google Maps ou le moteur de recherche, soit sur le réseau des utilisateurs AdSense. Ces publicités sont ciblées en fonction du comportement de navigation de l'internaute.
Les annonceurs paient lorsque l'internaute clique sur la publicité selon un système d'enchère et de qualité : plus l'annonce sera pertinente pour l'utilisateur, plus le prix au clic sera bas et l'annonce en évidence. Ceci afin d'inciter les publicitaires à fournir des renseignements pertinents par rapport à la demande de l'utilisateur.
« AdWords » provient de « Ad » pour Advertising : Publicité et Words : mots. En 2018, Google Adwords change de nom et devient simplement Google Ads.

## Fonctionnement
Lorsqu'un internaute utilise le moteur de recherche Google, deux listes de résultats sont affichées : les résultats du moteur de recherche lui-même, classé selon des critères « objectifs » - nommés résultats naturels (cf. Googlebot et le système PageRank), et les résultats provenant de la régie Google Ads, nommés liens sponsorisés. Google tire ainsi profit de son moteur de recherche en vendant cet espace publicitaire sous la forme de clic aux annonceurs souhaitant apparaître à la suite d'une « recherche » effectuée par un internaute.
Avec Google Ads, les publicités sont affichées :
- sur les pages de recherche Google (si vous tapez le mot-clé « voiture », des publicités ciblées pour voitures apparaissent) ;
- sur Youtube, Google Maps ou Gmail ;
- sur le moteur de recherche des partenaires de Google (AOL, Free, Amazon, etc.) ;
- sur le réseau Display (des sites personnels ou d'entreprises tierces avec AdSense : Google parcourt votre site avec Mediabot, et si votre site personnel parle de voiture, des publicités ciblées pour voitures apparaissent et Google vous paye un pourcentage du clic payé par l'annonceur qui vend des voitures ; si votre site critique les fast-foods, l'encart de publicité pourrait afficher des publicités vantant les mérites de tel ou tel hamburger) ; Depuis le 19 février 2015, la sélection de site de niche en sous-domaine n'est plus proposée dans Google Ads. Il existe toutefois une option avancée de Google Ads ("Ajout de plusieurs sites simultanément") qui permet de cibler des sous-domaines, ou une page précise, ou un répertoire d'un site pour que l'annonceur puisse diffuser ses publicités Adwords sur ce réseau Display.
- sur des applis de smartphones (via sa filiale AdMob).

Cette publicité serait très efficace, car elle permet de cibler les internautes en fonction de la recherche effectuée. Il reste toutefois à démontrer d'une part le lien et les probabilités existant entre le fait de taper un mot-clé et celui de cliquer sur la publicité, et d'autre part entre le fait de cliquer sur la publicité puis d'acheter le produit.
Néanmoins une étude menée par l'Institut français d'opinion publique (IFOP) pour l'agence AdWords Ad's up en juin 2013 précise que 52 % des internautes cliquent sur les liens commandités lorsqu'ils effectuent une recherche sur Google. 36 % des internautes ne font pas la distinction entre les résultats naturels et les liens commandités.
L'intérêt commercial principal des Google Ads, outre l'aspect publicité directe, est de permettre à l'utilisateur de se fixer un budget journalier pour ses diffusions Google Ads. Lorsque le nombre de clics a engendré un coût égal au budget fixé, l'annonce ne sera alors plus diffusée jusqu'au lendemain, dans la limite de + 20 %.
Sur le réseau de recherche, Google a fait mettre en place un système de notation qui évalue l'adéquation entre le mot clé, la pertinence de l'annonce et la page d’atterrissage, cette note (entre 0 et 10) peut influer sur le classement de l'annonce. Google souhaite donner à ses internautes des résultats pertinents.
Il est possible, par ailleurs, de détourner AdSense (fraude au clic), tandis que les publicitaires eux-mêmes ont pu payer des sites Paid to click, où ils proposaient à des gens de gagner de l'argent en cliquant sur des publicités (escomptant que ces personnes allaient ensuite acheter leurs produits, bien que leur motif premier soit de gagner de l'argent, non d'en dépenser).
En juin 2018, Google annonce qu'Adwords change de nom et devient simplement Ads. Derrière cette refonte de la marque, Sridhar Ramaswamy, responsable des offres publicitaires chez Google, indique une volonté de réorienter la stratégie commerciale de la marque pour s'adresser plus spécifiquement acux artisans et aux petites entreprises.

### Le niveau de qualité d'une annonce
Afin de garantir que l'annonce est pertinente pour les internautes et pour leur expérience de recherche, Google Ads prend en compte le niveau de qualité d'une annonce. Cette note de 1 à 10 indique la qualité d'une annonce par rapport à un mot-clé. Cette estimation de la qualité repose sur 3 critères d'après l'aide Google Ads :
1. Taux de clic attendu
2. Pertinence de l'annonce
3. Convivialité de la page de destination

## Annonces et Gmail
Depuis 2014, Google Ads propose une nouvelle fonctionnalité de ciblage publicitaire appelé Gmail Sponsored Promotions (GSP) qui correspond à un système de publicité sur Gmail. Le courrier des utilisateurs Gmail est analysé par un robot et des publicités sont ajoutées à côté des messages en fonction de leur contenu. Ainsi, un courrier parlant de « cours », de « TD » ou encore de « professeur » se verra accompagné d'une publicité pour des sites de soutien scolaire, plutôt que d'une publicité pour un sujet complètement différent.

## Performance Max
Les campagnes Performance Max sont un type de campagne publicitaire  Elles sont conçues pour aider les annonceurs à atteindre leurs objectifs de conversion en optimisant automatiquement leurs enchères en fonction du comportement des utilisateurs et des performances des annonces. Les campagnes Performance Max combinent plusieurs canaux publicitaires, notamment la recherche, le shopping, le display et YouTube, afin de maximiser l'impact des annonces et de toucher un public plus large. Avec des algorithmes de machine learning avancés, les campagnes Performance Max offrent une meilleure efficacité publicitaire pour les entreprises cherchant à maximiser leur retour sur investissement publicitaire.

## Application
Google Ads permet également aux annonceurs de créer et de diffuser des annonces spécifiques aux applications mobiles, connues sous le nom d'annonces pour applications. Ces annonces sont conçues pour aider les développeurs d'applications et les entreprises à promouvoir leurs applications mobiles sur le réseau de Google, y compris sur Google Play, Google Search, YouTube et des milliers d'autres applications et sites web. Les annonceurs peuvent cibler les utilisateurs en fonction de divers critères, tels que l'emplacement, les intérêts, les données démographiques et le comportement d'utilisation des applications. Les annonces pour applications peuvent être configurées pour encourager les utilisateurs à installer une nouvelle application ou à réengager avec une application qu'ils ont déjà installée. Google Ads utilise des technologies d'apprentissage automatique pour optimiser les annonces et atteindre les utilisateurs les plus susceptibles de prendre des mesures, que ce soit pour installer l'application ou effectuer une action spécifique dans l'application. Cela permet aux annonceurs de maximiser leur retour sur investissement et d'atteindre leurs objectifs spécifiques en matière d'applications.

## Consultant Google Ads
Un consultant Google Ads est un professionnel spécialisé dans la création et la gestion de campagnes publicitaires en ligne via Google Ads. Il aide les entreprises à augmenter leur visibilité en ligne et à atteindre leurs objectifs de croissance en développant des stratégies de publicité ciblées et efficaces. Le consultant Google Ads est chargé de concevoir des campagnes publicitaires sur mesure, de sélectionner les mots clés pertinents pour maximiser la visibilité des annonces et de surveiller régulièrement les performances des campagnes afin d'optimiser les dépenses publicitaires et d'améliorer le retour sur investissement (ROI). Il doit également être compétent en matière d'analyse de données et de suivi des conversions pour mesurer l'efficacité des campagnes publicitaires et proposer des améliorations,.

## Jurisprudence
Plusieurs marques ont intenté des procès en France contre Google, estimant qu'il n'avait pas le droit de vendre des mots-clés contenant le nom de ces marques à des tiers. En effet, cela peut avoir pour résultat qu'à côté de la marque en question, qui s'affiche parmi les résultats de la recherche, d'autres marques, voire des contrefaçons, soient affichées par le logiciel Google Ads. En 2005 déjà, Google avait été condamné solidairement avec Espace 2001 à verser des dommages et intérêts à la société Amen, les défendeurs n'ayant pas fait appel. En 2006, la Cour d'appel de Paris a ainsi condamné Google à payer 300 000 euros de dommages et intérêt à Louis Vuitton. Google a formé un pourvoi, et la Cour de cassation a posé une question préjudicielle à la Cour de justice de l'Union européenne.
En septembre 2009, l'avocat général de la Cour européenne propose que cette Cour réponde aux questions préjudicielles dans un sens favorable à Google. Selon le communiqué de la Cour :
« les utilisateurs d’Internet sont conscients du fait que le site du titulaire de la marque ne sera pas le seul à apparaître en réponse à une recherche effectuée sur le moteur de recherche de Google et ils peuvent même parfois ne pas être à la recherche de ce site. (...) les droits de marque ne peuvent pas s’entendre comme des droits de propriété classiques permettant aux titulaires d’exclure tout autre usage. (...) Il estime que, au lieu de pouvoir empêcher, par le biais de la protection de la marque, tout usage concevable – y compris de nombreux usages licites et même souhaitables – les titulaires de marques devraient se concentrer sur les cas spécifiques susceptibles d’engager la responsabilité de Google au titre de préjudices indûment causés à leurs marques.  »
La Cour européenne a rendu son arrêt le 23 mars 2010.

## Controverses
En juillet 2020, une enquête du média The Markup révèle que l'outil Keyword Planner qui permet de choisir ses mots clés aurait un biais raciste. Jusqu'à l'enquête de The Markup en effet, les mots clés "Black Girls" ou "Asian Girls" étaient associés à des mots clés à caractère pornographique alors que le mot clé "White girls" n'était pas associé à d'autres mots clés. Google a corrigé ce biais à la suite de la publication de l'article.